# Jungle Boek (1967)
Jungle Boek (originele titel The Jungle Book) is een Amerikaanse tekenfilm uit 1967, geproduceerd door Walt Disney en geregisseerd door Wolfgang Reitherman. De film ging in de VS in première op 18 oktober 1967. Het is de negentiende lange animatiefilm van Disney.
Het verhaal is in hoofdlijnen gebaseerd op het gelijknamige boek uit 1894 van Rudyard Kipling.

## Verhaal
Het verhaal speelt zich af in de jungle van India. Op een dag vindt de zwarte panter Bagheera een verlaten mensenbaby in een mandje. Omdat het dichtstbijzijnde mensendorp te ver weg is, brengt hij de baby naar een roedel wolven. Het kind wordt door hen geadopteerd en opgevoed. Ze geven hem de naam Mowgli.
Aan Mowgli's onbezorgde leven bij de wolven komt een einde wanneer de tijger Shere Khan terugkeert in de jungle. Shere Khan heeft een gruwelijke hekel aan mensen en wil Mowgli vermoorden. Voor zowel Mowgli's eigen veiligheid als die van de roedel wordt besloten dat hij terug moet naar de mensenwereld. Bagheera biedt aan om Mowgli naar een mensendorp te brengen, maar Mowgli weigert de jungle te verlaten.
Mowgli overleeft een bijna fatale ontmoeting met de slang Kaa. Dan wil hij zich aansluiten bij het olifantenleger onder bevel van kolonel Hathi, maar omdat Mowgli een mens is is hij hier niet welkom. Wanneer Bagheera er ten slotte genoeg van krijgt en Mowgli alleen achterlaat, loopt Mowgli de zorgeloze beer Baloe tegen het lijf. Baloe besluit Mowgli onder zijn hoede te nemen en hem te leren als een echte beer te leven. Het gaat echter fout wanneer Mowgli wordt ontvoerd door een groep apen onder leiding van Koning Lowie. Lowie wil dat Mowgli hem het geheim om vuur te maken leert. Het lukt Bagheera en Baloe met een list om Mowgli uit Lowies tempel te redden.
Nadien overtuigt Bagheera Baloe ervan dat het voor Mowgli beter is als hij de jungle verlaat. Wanneer Baloe dit aan Mowgli vertelt, voelt Mowgli zich door iedereen verraden en vlucht weg. Hij voelt zich nu ten diepste eenzaam, verlaten en ongelukkig. Inmiddels komt ook Shere Khan erachter dat Mowgli eenzaam door de jungle dwaalt en dus een heel makkelijke prooi geworden is. Al zwervend belandt Mowgli op een kaal, woestijnachtig landschap. Hier ontmoet hij vier gieren, die hem weer weten op te vrolijken. Dan is ook Shere Khan ineens ter plekke en hij probeert Mowgli aan te vallen. Baloe en Bagheera arriveren net op tijd om Mowgli te redden, waarna Baloe het gevecht met de tijger aangaat. Mowgli kan Shere Khan uiteindelijk verjagen door een brandende tak aan de staart van de tijger te binden. Het lijkt even alsof Baloe het niet heeft overleefd, maar dan veert hij onverwacht toch weer op.
Even later komen de drie, nadat ze hebben besloten niet meer uit elkaar te gaan, toevallig in de buurt van het mensendorp. Mowgli's eerdere opvattingen over het verlaten van de jungle veranderen spontaan wanneer hij een meisje uit het dorp ziet en hoort zingen. Mowgli wordt spontaan verliefd op haar en volgt haar terug het dorp in. Baloe en Bagheera vinden het moeilijk om afscheid van Mowgli te nemen, maar ze begrijpen dat het niet anders kan.

## Rolverdeling
| Rol             | Engels            | Nederlands            | Lp/cassette (1967)    | Dieren           |
| --------------- | ----------------- | --------------------- | --------------------- | ---------------- |
| Baloe           | Phil Harris       | Coen Flink            | Lex Goudsmit          | Lippenbeer       |
| Bagheera        | Sebastian Cabot   | Joan Remmelts         | Luc Lutz              | Indische panter  |
| Koning Lowietje | Louis Prima       | Willem Duyn           | Joop van der Marel    | Orang-oetan      |
| Shere Khan      | George Sanders    | Jules Croiset         | Lex Goudsmit          | Bengaalse tijger |
| Kaa             | Sterling Holloway | Arnold Gelderman      | Hans Boskamp          | Tijgerpython     |
| Kolonel Hathi   | J. Pat O'Malley   | Lex Goudsmit          | Hans Boskamp          | Indische olifant |
| Mowgli          | Bruce Reitherman  | Michiel Geelen        | Ida Bons              | Mens             |
| De Gieren       | J. Pat O'Malley   | Rupert van Woerkom    | The Buffoons          | Gier             |
| De Gieren       | Tim Hudson        | Harrie Geelen         | The Buffoons          | Gier             |
| De Gieren       | Digby Wolfe       | Arnold Gelderman      | The Buffoons          | Gier             |
| De Gieren       | Chad Stuart       | Paul Haenen           | The Buffoons          | Gier             |
| Shanti          | Darleen Carr      | Eline Klein           | Helen Shepherd        | Mens             |
| Winifred        | Verna Felton      | Elly van Stekelenburg | Conny Renoir          | Indische olifant |
| Junior          | Clint Howard      | Neeltje van der Haak  | Jantje van Schalkwijk | Olifantenkalfje  |

## Achtergrond

### Ontwikkeling

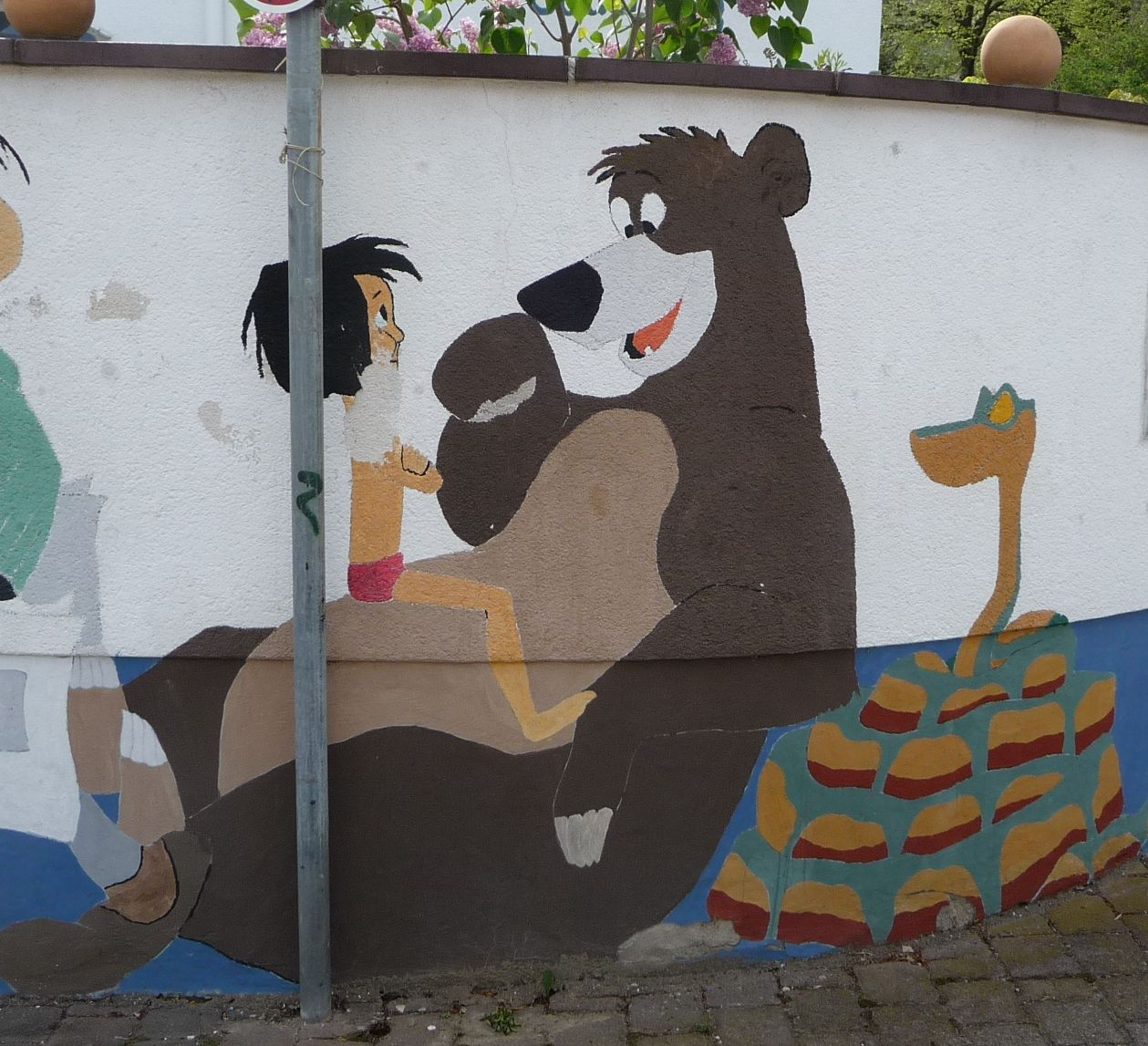
Muurschildering van Baloe en Mowgli

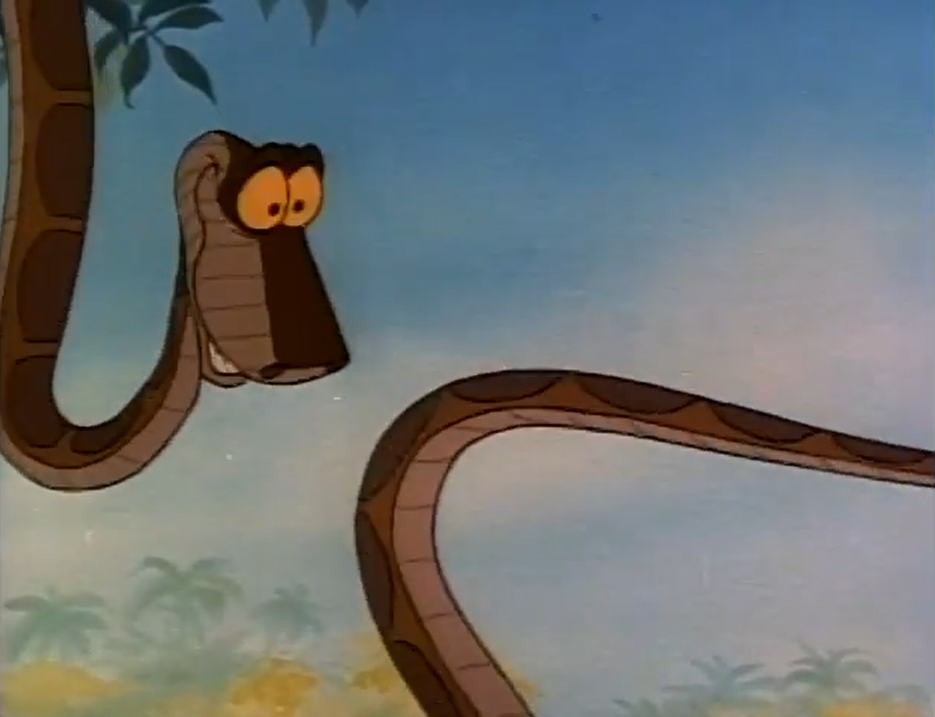
Scène met Kaa

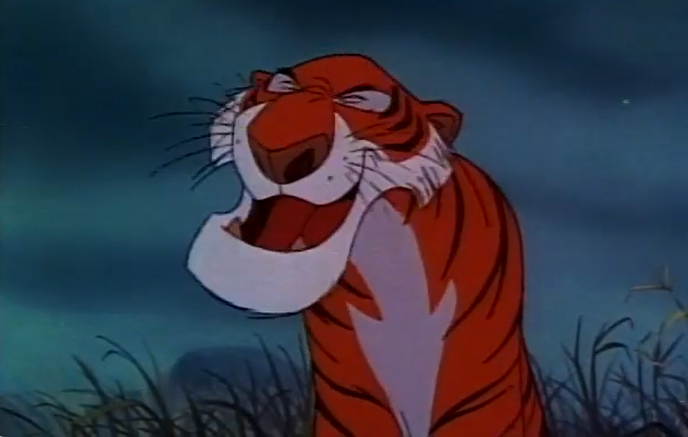
Scène met Shere Khan

Omdat hij ontevreden was over het succes van zijn vorige film, Merlijn de Tovenaar, besloot Disney zijn tekenaars de kans te geven optimaal hun best te doen voor Jungle Boek. Hij maakte Larry Clemons tot een van de vier scenarioschrijvers voor de film. Naar verluidt zou hij Clemons een kopie van Kiplings boek hebben gegeven, met het advies dit boek vooral niet te lezen alvorens aan het scenario te beginnen.
Walt Disney speelde zelf een actieve rol in het maken van de film. Het was de laatste film waar hij zelf bij betrokken was. Hij rekende voor het succes van Jungle Boek vooral op de personages. Voor het eerst in de geschiedenis van Disney werden bovendien bekende acteurs ingehuurd om de stemmen van de personages in te spreken. De tekenaars lieten zich inspireren door deze acteurs en soms ook muzikanten om de personages te ontwikkelen. Zo lijken de gieren uit de climax van de film qua uiterlijk sterk op The Beatles. De reden dat gekozen werd om de vogels naar hen te modelleren was omdat het er even naar uitzag dat The Beatles de liedjes voor de film zouden inzingen en de stemmen voor de gieren zouden doen. Manager Brian Epstein (die twee maanden voor de film uitkwam stierf aan de gevolgen van drugs) had Disney zelf benaderd met het verzoek of The Beatles aan de film mee mochten werken. Epstein vergat echter om zijn plannen eerst met de bandleden zelf te bespreken. John Lennon was tegen het idee, en keurde het dan ook af toen hij het hoorde.
Jungle Book was de laatste lange tekenfilm waar Walt Disney nog persoonlijk aan meewerkte. Hij stierf tijdens de productie.

### Verschillen met het boek
Disney liet het verhaal van Kipling op een aantal punten aanpassen, onder meer om de film geschikter te maken voor alle leeftijden. Enkele belangrijke verschillen zijn:
- Mowgli's wolfvader draagt in de film de naam Rama. In het boek is dit de naam van een stier uit het mensendorp.
- In het oorspronkelijke verhaal van Kipling wordt Mowgli in eerste instantie niet gevonden door Bagheera, maar door de wolven. Ook in de rest van Kiplings boek hebben de wolven een belangrijkere rol dan in Disneys verfilming.
- De persoonlijkheden van Bagheera en Baloe zijn in de film vrijwel tegenovergesteld aan die in het boek. In Kiplings verhaal is juist Baloe de serieuze leraar die Mowgli de lessen van de jungle bijbrengt, terwijl Bagheera het allemaal wat minder nauw neemt en Mowgli meer zijn gang laat gaan.
- In Kiplings verhaal wordt Shere Khan uiteindelijk gedood door Mowgli en een groep vee. In de film uit 1967 is dit minder heftig gemaakt; de tijger wordt hier enkel verjaagd. (In de latere live-action-remake is de plot aangepast; hier komt Shere Khan uiteindelijk wel om het leven.)
- Ook de rol van de slang Kaa werd voor de film sterk aangepast; in het boek is Kaa juist een van de protagonisten en een goede vriend van Mowgli.
- In de film hypnotiseert Kaa iemand met zijn ogen; iets waar alleen Shere Khan immuun voor is. In het boek gebruikt hij een soort dans, en is alleen Mowgli hier immuun voor.
- In het boek is Hathi een wijze heerser van de jungle. Bovendien heeft hij in het boek drie kinderen, terwijl dit er in de film maar één is.
- De apen zijn in het boek een stuk kwaadaardiger dan in de film.
- Koning Lowie en de gieren zijn er voor de film bij bedacht.
- Personages uit het boek die juist ontbreken in de film zijn de jakhals Tabaqui  en de wouw Chil.
- In het boek beseft Mowgli zelf ook het belang van zijn terugkeer naar de wereld van de mensen, terwijl hij gedurende bijna de hele film in de jungle wil blijven.

### Muziek
Het geluidsspoor van de film bevat de volgende nummers:
- "Jungle Book Overture" - (instrumentaal)
- "Colonel Hathi's March"
- "The Bare Necessities"
- "I Wan'na Be Like You (The Monkey Song)"
- "Trust in Me"
- "That's What Friends Are For"
- "My Own Home"
- ease on down the road

Origineel zouden alle liedjes voor Jungle Book door Terry Gilkyson geschreven worden. Walt Disney vond de liedjes echter ongepast en huurde de Sherman Brothers in om andere liedjes te schrijven. Toch was er één nummer dat de Sherman Brothers er in hebben gelaten, namelijk "The Bare Necessities". De score van de film werd gecomponeerd door George Bruns.
Enkele nummers die niet in de film zijn verwerkt zijn:
- "Brothers All"
- "The Song of the Seeonee"
- "Monkey See, Monkey Do"
- "I Knew I Belonged to Her"
- "In a Days Work"
- "The Mighty Hunters"

#### Nederlandse vertalingen
Er zijn verschillende Nederlandse vertalingen van deze tekenfilm op lp verschenen als luisterverhaal met liedjes. Een gebaseerd op bovengenoemde vertaling van de film uit 1979 en een eerdere vertaling uit 1969.

##### Luisterverhaal 1969
De eerste Nederlandse vertaling van het Jungle Boek verscheen in 1969 op lp als luisterverhaal met liedjes uit de film. Deze vertaling is in 1992 heruitgegeven op lp, cassette en cd.
| Acteur             | Personage            |
| ------------------ | -------------------- |
| Lex Goudsmit       | Baloe                |
| Luc Lutz           | Bagheera             |
| Joop van der Marel | Koning Lowie         |
| Helen Shepherd     | Het meisje           |
| Hans Boskamp       | Kaa en Kolonel Hathi |
| Ida Bons           | Mowgli               |
| The Buffoons       | De gieren            |

Het nummer "The Bare Necessities" is hier vertaald als "Ik ben Baloe de bruine beer" en is in twee verschillende uitvoeringen terug te vinden op Disney verzamelalbums, in de uitvoering van Joop van der Marel uit 1968 en de uitvoering van Lex Goudsmit, zoals deze te vinden is op de lp uit 1969. Datzelfde geldt voor het nummer "De Apenmuzikant", waarvan twee verschillende versies in omloop zijn, beide ingezongen door Joop van der Marel.

##### Luisterverhaal 1979
De Nederlandse vertaling van de tekenfilm uit 1979 is ook als luisterverhaal met liedjes uitgegeven op lp, cassette en cd. De teksten zijn aangepast om synchroon te lopen met de tekenfilm. Dit heeft gevolgen voor de titels van een aantal nummers. Het nummer "The Bare Necessities" is hier vertaald als "Wat je van beren leren kan".

### Reacties
De film kreeg vooral goede kritieken, maar deze waren mogelijk grotendeels beïnvloed door het feit dat Walt Disney was gestorven tijdens de productie van de film. In Amerika alleen al bracht de film bij de originele uitgave 13 miljoen dollar op.

## Spin-offs en remake
- Veel personages uit de film stonden model voor de personages in de animatieserie TaleSpin. Baloe heeft hierin zelfs de hoofdrol.
- In 1994 kwam Disney met een eerste live-action remake van de film, getiteld Rudyard Kipling's The Jungle Book. Deze film bevat een serieuzer verhaal met meer volwassen thema's.
- In 1996 verscheen de animatieserie Jungle Club, die draait om jonge versies van de dierlijke personages uit de film.
- In 2003 kreeg de tekenfilm een vervolg, getiteld Jungle Boek 2.
- In april 2016 kwam er nogmaals een live-action remake uit van het oorspronkelijke verhaal, eveneens getiteld The Jungle Book. Acteur en regisseur Jon Favreau werkte hiervoor samen met Walt Disney Pictures. Het script voor deze adaptatie van Disneys animatiefilm werd geschreven door Justin Marks. De stemmen werden ingesproken door Christopher Walken (King Louie), Idris Elba (Shere Khan), Scarlett Johansson (Kaa), Lupita Nyong'o (Rakcha), Ben Kingsley (Bagheera), Bill Murray (Baloo) en Neel Sethi als Mowgli.[6] De film was de eerste in een reeks live-action remakes van klassieke Disney-animatiefilms. De liedjes in de live-action remake waren deels dezelfde als in de oorspronkelijke film.

## Prijzen en nominaties
In 1968 werd Jungle Boek genomineerd voor een Academy Award in de categorie beste lied. Datzelfde jaar won de film de Young Audience Award voor beste kinderfilm op het Gijón International Film Festival
In 1988 won de film de Golden Screen met 1 ster.

## Trivia
- Het Suske en Wiskealbum De junglebloem dat rond dezelfde tijd in albumvorm verscheen liet zich ook door de populariteit van deze film inspireren.
- In Jommekes album 242 De puddingkoningin is er in een prentje een verwijzing naar deze film te vinden.
- Voor de Engelse stemmen van de gieren had Disney de stemmen van The Beatles in gedachten, echter John Lennon wilde dat niet. Hij zei dat hij zijn stem niet aan Disney wilde geven.